# Manfred Juraczka

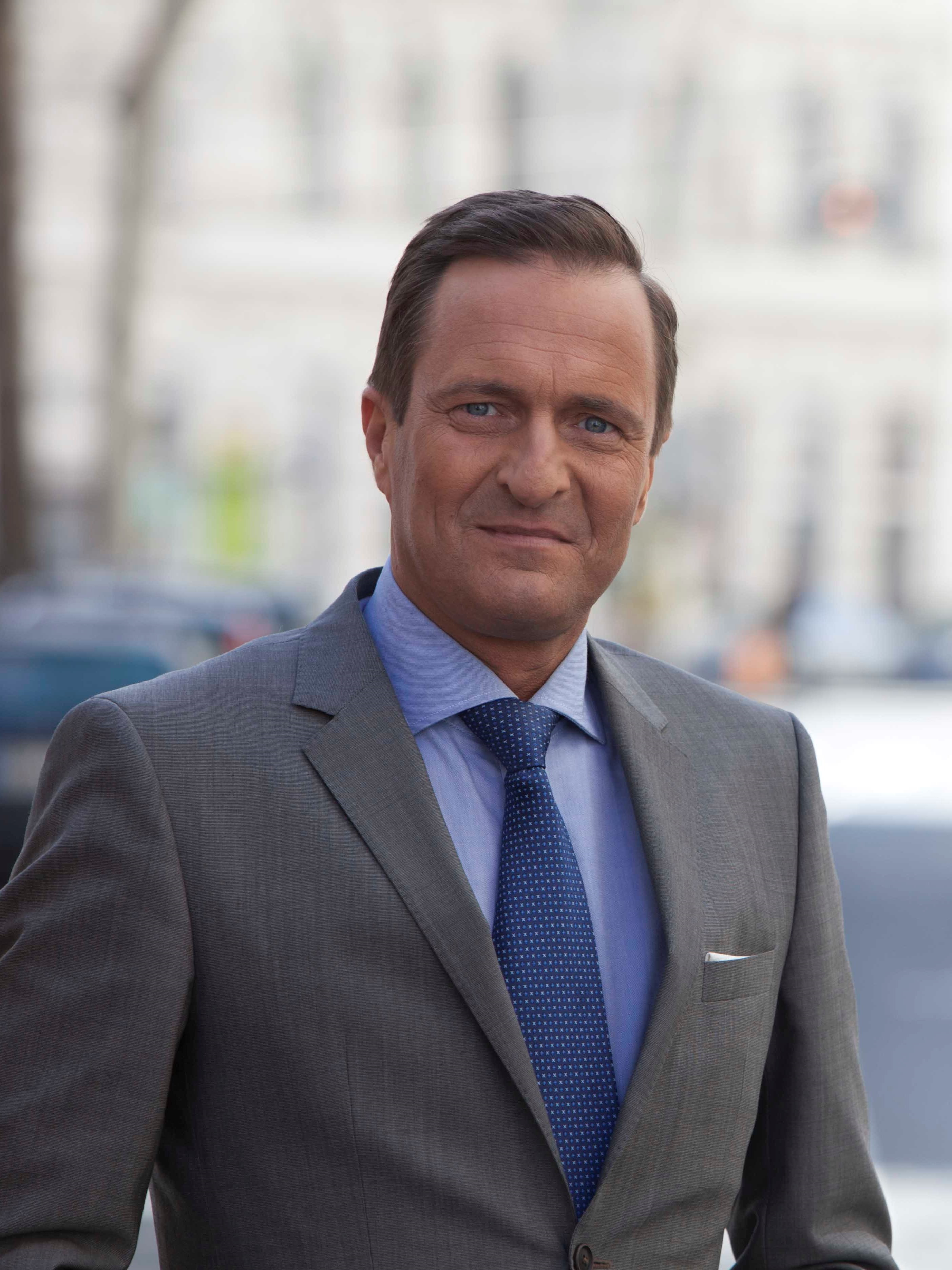
Manfred Juraczka, 2015

Manfred Juraczka (* 16. Jänner 1969 in Wien) ist ein österreichischer Politiker (ÖVP). Von 2011 bis 2015 war er nicht amtsführender Wiener Stadtrat in der Landesregierung Häupl V und von 2012 bis 2016 Landesparteiobmann der ÖVP Wien. Von November 2015 bis Juni 2018 war er Klubobmann der Landtagsfraktion, bis Ende der Legislaturperiode gehört er dieser als Wirtschafts-, Verkehrs- und Infrastruktursprecher an. Seit November 2020 ist Juraczka dritter Präsident des Wiener Landtags. Zudem ist er seit September 2018 auch wieder in der Privatwirtschaft tätig und leitet im Zivilberuf das Fontana Resort in Oberwaltersdorf, südlich von Wien.

## Leben
Bereits als Schüler trat Juraczka der Jungen Volkspartei bei, wo er unter anderem Bezirksobmann für Hernals war. Nach der Matura studierte er Publizistik und Politikwissenschaften an der Universität Wien (Abschluss: Mag. phil.), daneben war er parlamentarischer Mitarbeiter. Er wechselte in die PR-Branche, von 2004 bis September 2011 war er Marketing & Sales Manager bei Alcatel-Lucent. Er hatte verschiedene Funktionen im ÖAAB inne, 2003 bis 2012 war er Bezirksparteiobmann der ÖVP Hernals, von 2007 bis 2010 war er dort auch stellvertretender Bezirksvorsteher.
Im September 2011 wurde er in Nachfolge von Wolfgang Gerstl, der in den Nationalrat wechselte, als nicht amtsführender Stadtrat angelobt. Im Dezember 2011 gab die ÖVP bekannt, dass Juraczka Gabriele Tamandl (die das Amt seit dem Rücktritt von Christine Marek interimistisch innehatte) als Landesparteiobmann nachfolgen wird. Am 25. Februar 2012 wurde er auf einem Landesparteitag in der Messe Wien mit 92,9 % offiziell zum Landesparteiobmann gewählt.
Am Wahlabend zur Wiener Gemeinderatswahl 2015 gab er nach dem schlechten Abschneiden der ÖVP seinen Rücktritt bzw. seinen Verzicht auf eine Kandidatur beim kommenden Landesparteitag im Frühjahr bekannt. Zu seinem Nachfolger wurde der bisherige Generalsekretär der Bundes-ÖVP Gernot Blümel bestellt. Fünf Tage später wurde er Nachfolger Fritz Aichingers als Klubobmann. Nach der Halbzeit der Legislaturperiode übernahm am 5. Juni 2018 Elisabeth Olischar diese Funktion.
Nach der Landtags- und Gemeinderatswahl in Wien 2020 folgte er Martin Margulies (Grüne) als Drittem Landtagspräsidenten nach.

## Privates
Juraczka ist seit 2000 verheiratet und Vater eines Sohnes (geb.2001). Seine Frau ist Unternehmerin in Wien. 